# هارفي بروف
هارفي بروف (بالإنجليزية: Harvey Brough)‏ هو مغني بريطاني، ولد في 24 أكتوبر 1957 في كوفنتري في المملكة المتحدة.

## وصلات خارجية
- الموقع الرسمي